# Jackson, Georgia
Jackson är en stad (city) i Butts County, i delstaten Georgia, USA. Enligt United States Census Bureau har staden en folkmängd på 5 013 invånare (2011) och en landarea på 16,1 km². Jackson är huvudort i Butts County.

## Kända personer från Jackson
- Mac Collins, politiker
- Mike Collins, politiker